# Glaucostola binotata
Glaucostola binotata är en fjärilsart som beskrevs av William Schaus 1905. Glaucostola binotata ingår i släktet Glaucostola och familjen björnspinnare. Inga underarter finns listade i Catalogue of Life.